# Zygmunt Zawirski

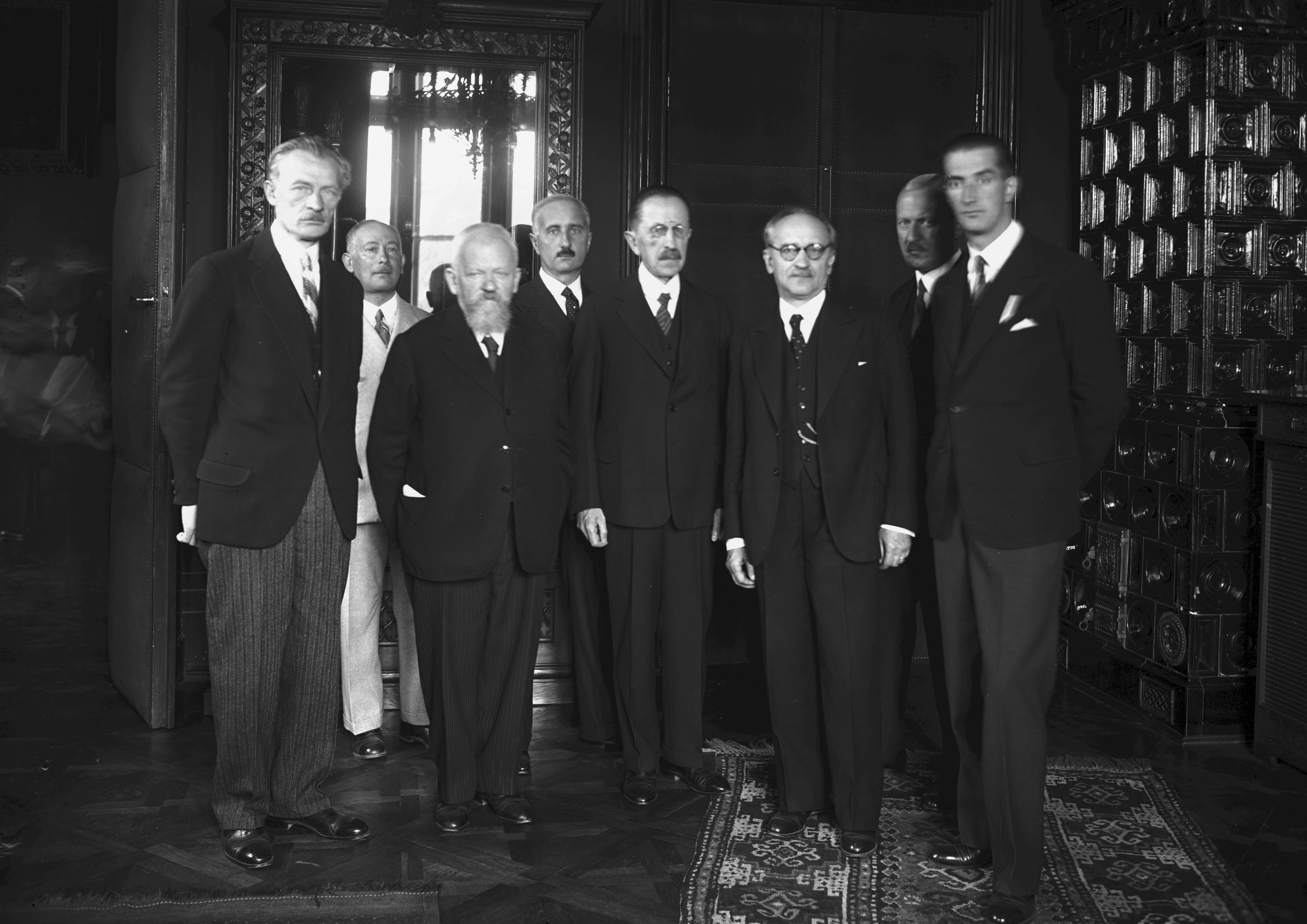
III Zjazd Filozofów w Krakowie 24 września 1936. Od lewej: Zygmunt Zawirski, NN, Witold Rubczyński, Władysław Tatarkiewicz, Tadeusz Garbowski, Jan Łukasiewicz, Tadeusz Czeżowski, sekretarz zjazdu Marian Heitzman

Zygmunt Michał Zawirski (ur. 28 września 1882 w Berezowicy Małej, zm. 2 kwietnia 1948 w Końskich) – polski filozof i logik; przedstawiciel szkoły lwowsko-warszawskiej.

## Biogram
Był synem Józefa i Kamili z domu Strońska. W 1901 ukończył gimnazjum we Lwowie, a następnie studiował filozofię, matematykę i fizykę na Uniwersytecie Lwowskim, gdzie jego patronem był Kazimierz Twardowski. W 1906 uzyskał doktorat, a w 1924 habilitował się z filozofii na Uniwersytecie Jagiellońskim. W latach 1906–1929 był nauczycielem gimnazjalnym i wykładał również filozofię na Politechnice Lwowskiej, Wydziale Lekarskim uniwersytetu i w Państwowym Studium Pedagogicznym we Lwowie. Od 1928 roku jako profesor nadzwyczajny uniwersytetu w Poznaniu objął Katedrę Teorii i Metodologii Nauk Wydziału Matematyczno-Przyrodniczego, a rok później został profesorem zwyczajnym, by w roku akademickim 1935/36 piastować godność dziekana Wydziału Filozoficznego. Od roku 1936 był redaktorem „Kwartalnika Filozoficznego” oraz członkiem PTPN. W 1937 roku przeniósł się na Uniwersytet Jagielloński, gdzie w roku akademickim 1938/39 był dziekanem. W Krakowie spędził okres okupacji niemieckiej, biorąc udział w tajnym nauczaniu uniwersyteckim.
Od 1908 roku był żonaty z Kamilą Galotzy, z którą miał synów Zbigniewa i Kazimierza. Jego wnukiem, synem Kazimierza był Marek Zawirski.
Pochowany na cmentarzu Rakowickim w Krakowie.
Materiały archiwalne Zygmunta Zawirskiego znajdują się w PAN Archiwum w Warszawie pod sygnaturą III-101.